# Snowornis cryptolophus
Snowornis cryptolophus là một loài chim trong họ Cotingidae.